# Norra Härene landskommun
Norra Härene landskommun var en tidigare kommun i dåvarande Skaraborgs län.

## Administrativ historik
Kommunen inrättades i Härene socken i Kinnefjärdings härad i Västergötland när 1862 års kommunalförordningar trädde i kraft. Namnet var till 1 januari 1886 Härene landskommun (bytet beslutat 17 april 1885).
Vid kommunreformen 1952 uppgick landskommunen i Vinninga landskommun som 1969 uppgick i Lidköpings stad som 1971 ombildades till Lidköpings kommun.